# 심 (춘추)
심나라(沈國, 기원전 1042년 ~ 기원전 506년)는 서주 왕조와 춘추 시대에 걸친 주나라의 제후국 중 하나이다. 작위는 자작이었으며, 공실의 성씨는 희(姬)성으로 동성 제후국에 속했다. 채나라에 의해 기원전 506년에 멸망했다.

## 개요
성은 희(姬)이며, 작위는 자작이다. 수도는 심(沈; 현재의 안후이성 푸양 시 린취안 현)이었고, 이곳을 거점으로 현재의 선추 현 일대에 세력을 구축하였다.
주 성왕이 숙부 담계 재(주 무왕의 동생)를 심(沈)에 봉한 것이 그 시작이다. 주 여왕 시기에 이르러 담계 재의 후손인 심자(沈子)가 심국(沈國)을 심자국(沈子國)으로 칭하였다. 심(沈)나라는 심자가(沈子嘉) 재위 시기에 인접국이며 춘추전국시대 최강국 중 하나였던 초나라의 동맹국으로서, 진(晉)나라, 진(陳)나라, 채나라와는 사이가 안 좋았다. 결국, 기원전 506년에 오나라가 초나라를 칠 때 도우러 오지 않았다 하여 채 소후의 분노를 사 채나라의 공격을 받아 멸망했으며 채 소후는 심자가를 잡아 죽였다.

## 멸망 후
약소국이었던 심나라는 인접 강대국 초나라의 보호를 받는 속국의 처지였으므로 당시 관례에 따라 심자가의 아들이며 심나라의 마지막 왕세자 심윤술(沈尹戌)은 이미 오래전에 초나라에 볼모로 가서 좌사마로 임관해 있었다. 초나라 소왕은 채나라가 자신의 속국 심나라를 멸망시키고 마지막 군주 심자가를 잡아 죽였다는 소식을 듣고 매우 노하여 채나라를 정벌하였다. 채나라는 오나라와 동맹을 맺었고, 오나라의 합려는 손무(손자)를 총사령관으로 삼아 초나라를 침공하였다. 초나라는 심윤술을 좌사마(左司馬) 겸 총사령관으로 삼아 손무를 막아내게 했으나, 영윤 낭와(자상)가 심윤술의 명을 따르지 않고 자기 멋대로 군사를 움직였다가 크게 패하였다.

## 역대 군주
- 담계 재(聃季载)
- 심자(沈子)
- 심자집(沈子揖)
- 심자정(沈子逞)
- 심자가(沈子嘉)

《심나라의 군주는 536년간 20계대가 이어졌지만, 춘추좌씨전에서 심자(沈子), 심자집(沈子揖), 심자정(沈子逞), 심자가(沈子嘉) 정도만 활약상을 자주 볼 수 있다.》

## 같이 보기
- 주나라
- 춘추 시대
- 채나라